# Хитрая ворона
«Хитрая ворона» — советский рисованный мультипликационный фильм 1980 года, поставленный режиссёром Галиной Бариновой по сценарию Альберта Иванова. В фильме принимает участие ансамбль «Интеграл» под управлением Бари Алибасова.

## Сюжет
Хитрая ворона сидела на ветке большого дерева и рассматривала через цветные стёклышки окна многоэтажного дома и двор, где лежал пёс и грыз кость. В окне на подоконнике развалился пушистый рыжий кот, перед которым стояла тарелка с рыбой. Ворона проголодалась, позавидовала домашнему коту и подумала: «Живут же коты! Мне бы так!», после чего представила себя на месте кота перед кошачьей миской.
Ворона подлетела к окну и сказала коту: «Не понимаю, чего ты страдаешь? Взял бы и удрал». Кот ответил, что ему жалко хозяйку. Ворона предложила: «Хочешь, я буду тобой?» Кот представил себя на свободе и согласился: «А я — тобой. А она (хозяйка) скучать не будет?» Ворона заявила: «Со мной не соскучишься!»
Кот перепрыгнул на ветку, а потом — в гнездо, но оно развалилось под его весом, а ветка нагнулась. Ворона влетела в открытое окно, съела все кошачьи лакомства, а затем стала играть с клубком и запуталась в нитях. Хозяйка схватила веник и попыталась вышвырнуть им ворону в окно. Ворона вылетела и сшибла кота, вместе они упали на пса, лежавшего под деревом. При этом кот вцепился передними лапами в ворону, а задними — в пса, который побежал и пытался утихомирить ворону и кота. Выскочившая хозяйка выхватила кота и обняла его.
Вернувшись на свои места, герои делают вывод, что лучше всего быть самими собой. Напоследок ворона кричит псу: «Эй! Завтра ещё покатаемся!»

## Создатели
- автор сценария — Альберт Иванов
- режиссёр — Галина Баринова
- художники-постановщики: Галина Баринова, Нина Николаева
- оператор — Михаил Друян
- композитор — Николай Друженков
- ансамбль «Интеграл» под управлением Бари Алибасова
- звукооператор — Владимир Кутузов
- ассистенты:
  - режиссёра — Людмила Морозова
  - оператора — Елена Кунакова
- монтажёр — Галина Смирнова
- художники-мультипликаторы: Ольга Орлова, Галина Золотовская, Татьяна Померанцева, Галина Зеброва, Олег Комаров, Сергей Дёжкин
- художники: Людмила Лобанова, Инна Заруба, Светлана Давыдова
- роли озвучивали:
  - Игорь Ясулович — ворона
  - Леонид Белозорович — кот
  - Александр Вигдоров — пёс
  - Зинаида Нарышкина — хозяйка
- редактор — Елена Михайлова
- директор картины — Любовь Бутырина

## DVD
Мультфильм неоднократно издавался на DVD в сборниках мультфильмов:
- «Бабушкины сказки 3» Союзмультфильм.[1]

## Отзыв критика
Основной темой творчества Галины Бариновой стали русские сказки для малышей о животных, рассказанные ненавязчиво, лёгким языком, с юмором и запоминающимися мелодиями. Среди удач — «Жирафа и очки», «Страшная история», «Хитрая ворона», «Медведь — липовая нога». Во всех своих фильмах Галина Баринова выступает и в качестве художника-постановщика.— Сергей Капков